# Aérodrome de San Isidro de El General
L'aérodrome de San Isidro de El General (code IATA : IPZ • code OACI : MRSI) est un aéroport qui dessert la ville de San Isidro de El General et le comté de Pérez Zeledón, au Costa Rica. Il se trouve à 3 kilomètres au sud du centre-ville de San Isidro.
L'aérodrome comporte une piste d'atterrissage gérée par la Direction Générale de l'Aviation Civile. Cette piste n'a pas d'installations, mais son accès est très pratique depuis le centre-ville de San Isidro, avec à la fois le service de bus et de taxis disponibles pendant les heures de vol. La piste est accessible via l'Inter-American Highway sortir à Brasilia (sud) ou par la Route costaricienne 32, sortie à El Hoyón (à l'ouest) des quartiers.
À la fin de 2015, la compagnie aérienne nationale SANSA a annoncé qu'il y aura un service régulier entre San Isidro de El General et San José.

## Situation
| \| 50 km1:1 721 000 \| Bahia Drake Barra del Colorado Coto 47 Golfito Nosara Palmar Sur Puerto Jiménez Punta Islita Quépos San Isidro de El General Tamarindo Tambor Tortuguero Libéria San José T. Bolaños Limón San José-J.-Santamaría |
| 50 km1:1 721 000 |

## Service régulier
Plusieurs entreprises desservent San Isidro :
- Alfa Romeo d'un Taxi Aérien (Puerto Jimenez, Golfito, Coto 47, et le sud de la région du Pacifique)
- Ara Air (Libéria, Tamarindo, Nosara, Carrillo et le nord-ouest de la région du Pacifique)

Pour San Jose, Jaco, Quepos, et la région de l'Atlantique:

## Statistiques passager
Ces données montrent le nombre de mouvements de passagers dans l'aéroport, selon les annuaires statistiques de la Direction Générale de l'Aviation Civile du Costa Rica.
| Année | 2008    | 2009    | 2010    | 2011    | 2012    | 2013    | 2014    | 2015     |
| --- | ------- | ------- | ------- | ------- | ------- | ------- | ------- | -------- |
| Les passagers | 651     | 261     | 346     | 86      | 104     | 201     | 313     | T. B. A. |
| Croissance (%) | 98,48 % | 59,91 % | 32,57 % | 75,11 % | 20,93 % | 93,27 % | 55,72 % | T. B. A. |
| Source: le Costa Rica, la Direction Générale de l'Aviation Civile (DGAC). Des Annuaires Statistiques De L' (Années 2008, 2009, 2010, 2011, 2012, 2013, et en 2014) |         |         |         |         |         |         |         |          |